# Vendaphaea lajuma
Genre
Espèce
Vendaphaea lajuma, unique représentant du genre Vendaphaea, est une espèce d'araignées aranéomorphes de la famille des Corinnidae.

## Distribution
Cette espèce est endémique du Limpopo en Afrique du Sud,. Elle se rencontre dans les monts Soutpansberg.

## Description
Les mâles mesurent de 6,03 à 6,68 mm et les femelles de 6,85 à 7,85 mm.

## Publication originale
- Haddad, 2009 : Vendaphaea, a new dark sac spider genus apparently endemic to the Soutpansberg Mountains, South Africa (Araneae: Corinnidae). African Invertebrates, vol. 50, p. 269-278.